# مربع پیاده‌نظام

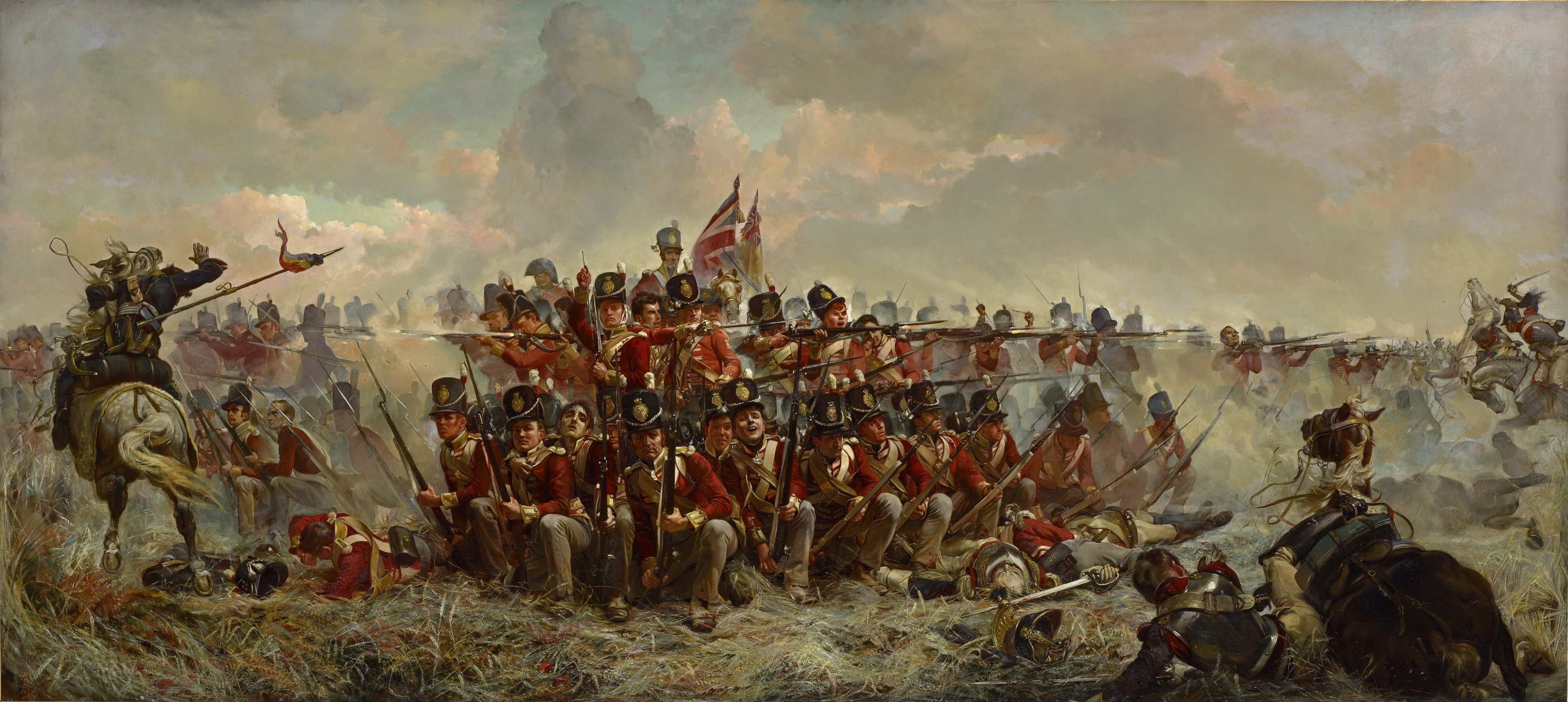
تصویری از اجرای آرایش مربع پیاده‌نظام بریتانیا در جنگ‌های ناپلئونی در نبرد کواتره براس، بلژیک، ۱۸۱۵.

مربع پیاده‌نظام (انگلیسی: Infantry square) یا آرایش مربعی یک آرایش نظامی نزدیک تاریخی مربوط به دوران تفنگ فتیله‌ای بود که در نبرد توسط واحدهای پیاده‌نظام، معمولاً زمانی که با حمله سواره‌نظام تهدید می‌شدند، استفاده می‌شد.
برای استقرار مؤثر سلاح‌های خود، یک واحد پیاده‌نظام سنتی اغلب یک خط تشکیل می‌داد، اما این خط در برابر سواره‌نظام چابک‌تر آسیب‌پذیر بود، که می‌توانستند انتهای خط را دور بزنند یا از آن عبور کنند و سپس به عقبه بی‌دفاع حمله کنند یا به سادگی در امتداد خط حرکت کنند و به طور متوالی به سربازان پیاده حمله کنند.
با چیدمان واحد به طوری که هیچ عقبه یا جناح بی‌دفاعی وجود نداشته باشد، یک فرمانده پیاده‌نظام می‌توانست دفاعی مؤثر در برابر حمله سواره نظام ترتیب دهد. با توسعه سلاح‌های گرم رگباری مدرن و از بین رفتن سواره نظام در جنگ، آرایش مربع منسوخ در نظر گرفته می‌شود و عملاً هرگز در جنگ‌های مدرن امروزی مورد استفاده قرار نمی‌گیرد.